# Bourg-Fidèle
Bourg-Fidèle és un municipi francès situat al departament de les Ardenes i a la regió del Gran Est. L'any 2007 tenia 823 habitants.

## Demografia

### Població
El 2007 la població de fet de Bourg-Fidèle era de 823 persones. Hi havia 305 famílies de les quals 60 eren unipersonals (28 homes vivint sols i 32 dones vivint soles), 88 parelles sense fills, 141 parelles amb fills i 16 famílies monoparentals amb fills.
La població ha evolucionat segons el següent gràfic:
Habitants censats

### Habitatges
El 2007 hi havia 344 habitatges, 306 eren l'habitatge principal de la família, 12 eren segones residències i 25 estaven desocupats. 322 eren cases i 21 eren apartaments. Dels 306 habitatges principals, 221 estaven ocupats pels seus propietaris, 79 estaven llogats i ocupats pels llogaters i 6 estaven cedits a títol gratuït; 9 tenien dues cambres, 29 en tenien tres, 97 en tenien quatre i 171 en tenien cinc o més. 236 habitatges disposaven pel capbaix d'una plaça de pàrquing. A 139 habitatges hi havia un automòbil i a 134 n'hi havia dos o més.

### Piràmide de població
La piràmide de població per edats i sexe el 2009 era:
| Homes | Edats   | Dones |
| ----- | ------- | ----- |
| 0     | 95 o +  | 0     |
| 0     | 90 a 94 | 0     |
| 0     | 85 a 89 | 8     |
| 4     | 80 a 84 | 4     |
| 8     | 75 a 79 | 20    |
| 12    | 70 a 74 | 8     |
| 8     | 65 a 69 | 20    |
| 24    | 60 a 64 | 28    |
| 4     | 55 a 59 | 8     |
| 20    | 50 a 54 | 24    |
| 32    | 45 a 49 | 12    |
| 48    | 40 a 44 | 16    |
| 32    | 35 a 39 | 48    |
| 28    | 30 a 34 | 32    |
| 20    | 25 a 29 | 36    |
| 32    | 20 a 24 | 12    |
| 40    | 15 a 19 | 44    |
| 44    | 10 a 14 | 20    |
| 40    | 5 a 9   | 28    |
| 4     | 0 a 4   | 28    |

## Economia
El 2007 la població en edat de treballar era de 530 persones, 392 eren actives i 138 eren inactives. De les 392 persones actives 316 estaven ocupades (199 homes i 117 dones) i 76 estaven aturades (25 homes i 51 dones). De les 138 persones inactives 33 estaven jubilades, 30 estaven estudiant i 75 estaven classificades com a «altres inactius».

### Ingressos
El 2009 a Bourg-Fidèle hi havia 329 unitats fiscals que integraven 878,5 persones, la mediana anual d'ingressos fiscals per persona era de 13.548 €.

### Activitats econòmiques
Dels 21 establiments que hi havia el 2007, 2 eren d'empreses extractives, 2 d'empreses alimentàries, 3 d'empreses de fabricació d'altres productes industrials, 5 d'empreses de construcció, 3 d'empreses de comerç i reparació d'automòbils, 3 d'empreses d'hostatgeria i restauració i 3 d'empreses classificades com a «altres activitats de serveis».
Dels 6 establiments de servei als particulars que hi havia el 2009, 1 era un paleta, 1 guixaire pintor, 2 lampisteries, 1 electricista i 1 restaurant.
L'únic establiment comercial que hi havia el 2009 era una fleca.
L'any 2000 a Bourg-Fidèle hi havia 8 explotacions agrícoles que ocupaven un total de 174 hectàrees.

## Equipaments sanitaris i escolars
El 2009 hi havia una escola elemental.

## Poblacions més properes
El següent diagrama mostra les poblacions més properes.